# Anarchisme chrétien

Un symbole anarchiste chrétien.

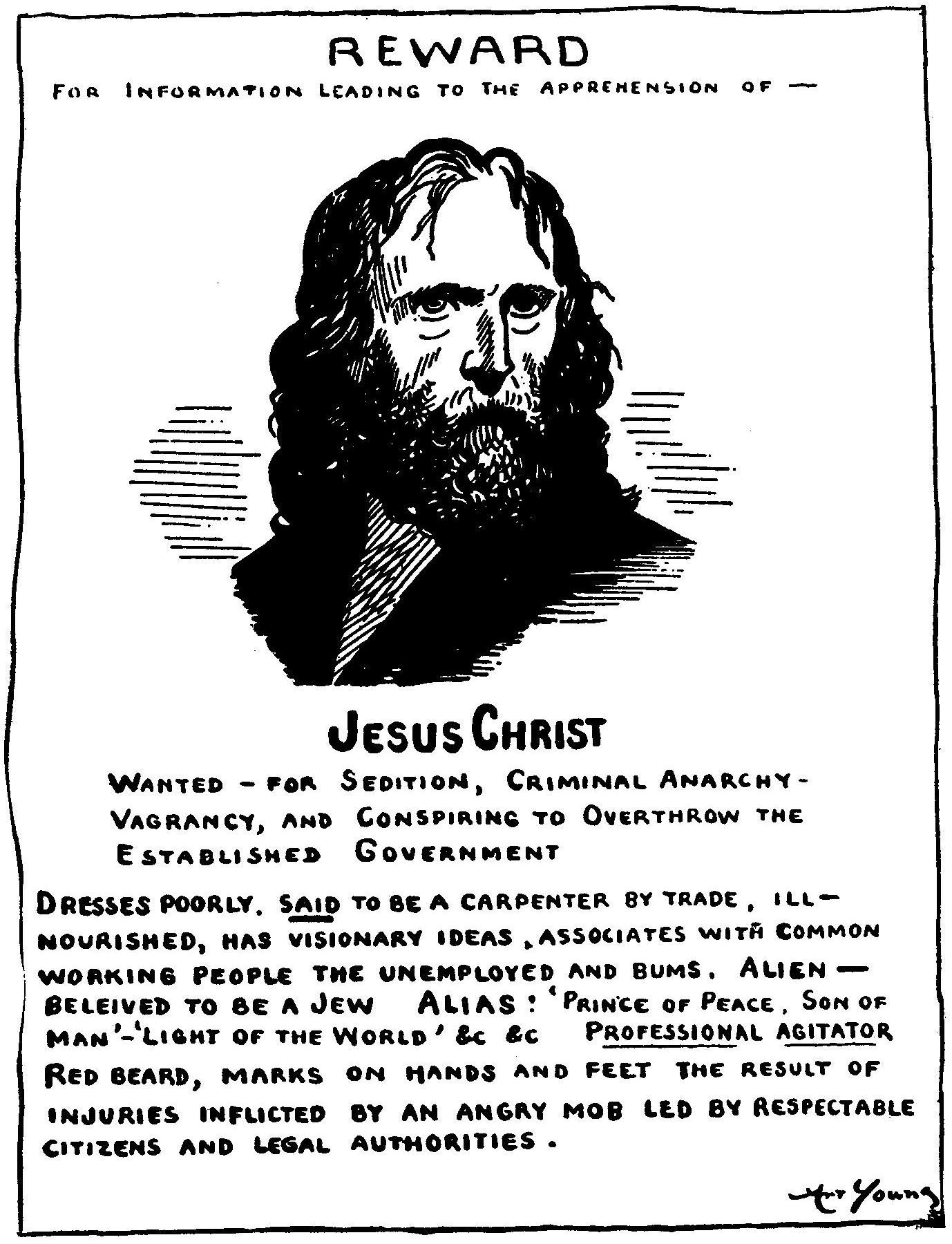
Affiche de Art Young publiée dans The Masses en 1917.

L'anarchisme chrétien est l'une des variantes de l'anarchisme tel que couramment défini, mais avec des justifications spirituelles ou couplées de spiritualité.
Il se fonde sur les enseignements de Jésus de Nazareth, tels qu'ils sont transmis par les évangiles, qu'ils soient canoniques ou gnostiques, mais appliqués dans leur dimension critique vis-à-vis de l'organisation sociale et fondés sur la liberté des êtres humains.
L'anarchisme chrétien se fonde, d'un point de vue politique, sur la notion de « révolution personnelle » par le changement de chaque individu et l'application des principes anarchistes et chrétiens dans le présent, et non dans l'attente d'un « Grand Soir ». D'un point de vue religieux, il se fonde sur une relation principalement directe et personnelle avec Dieu. Certains conçoivent aussi cela comme la recherche de « l'Évangile intégral », vécu spirituellement mais aussi socialement.
L'anarchisme chrétien entend formuler et actualiser la plupart des questionnements des premières sociétés chrétiennes, en référant parfois jusqu'à l'expérience des communautés esséniennes pour justifier ses options spirituelles et politiques.
La prégnance de l'éthique de la relation à l'autre dans les évangiles semble induire une vision de la collectivité comme organisme spirituel, dont la société contemporaine ne traduit guère les plus simples impératifs.

## Penseurs
Différentes personnes ont pensé et écrit sur l'anarchisme chrétien ; nombre d'écrits étaient des revues locales dont il est difficile d'avoir trace ou de récupérer les textes, mais certains penseurs ont dédié partie de leur vie à cette théorie (souvent perçue comme nécessairement doublée de pratique) soit directement, soit par des études des aspects subversifs et opposés à tout ordre établi des Évangiles.
Ces mêmes penseurs ont généralement aussi travaillé sur ce qui est maintenant nommé écologie politique ainsi que sur une certaine critique de la technique et de l'aliénation liée au progrès de celle-ci, comme c'est le cas pour Ivan Illich, prêtre catholique, et Jacques Ellul, théologien protestant. Ammon Hennacy quant à lui a plutôt essayé d'articuler sa pensée autour d'actions concrètes pour aller vers une terre juste. Patrick Chastenet, proche d'Ivan Illitch, ami et spécialiste de Jacques Ellul, a exposé dans son livre Les racines libertaires de l'écologie politique les fondements anarchistes de leurs convictions écologistes et chrétiennes.
Le scientifique français Théodore Monod s'est également reconnu dans l'anarchisme chrétien.
Bien qu'il ne se revendique pas clairement anarchiste, Jean Cardonnel, auteur notamment de Dieu est mort en Jésus-Christ et de Fidèle Rebelle défend la thèse selon laquelle l'homme devrait assumer son incarnation en s'impliquant dans les luttes justes de son temps, comme le combat révolutionnaire, à l'image du Bon Samaritain.

### Léon Tolstoï

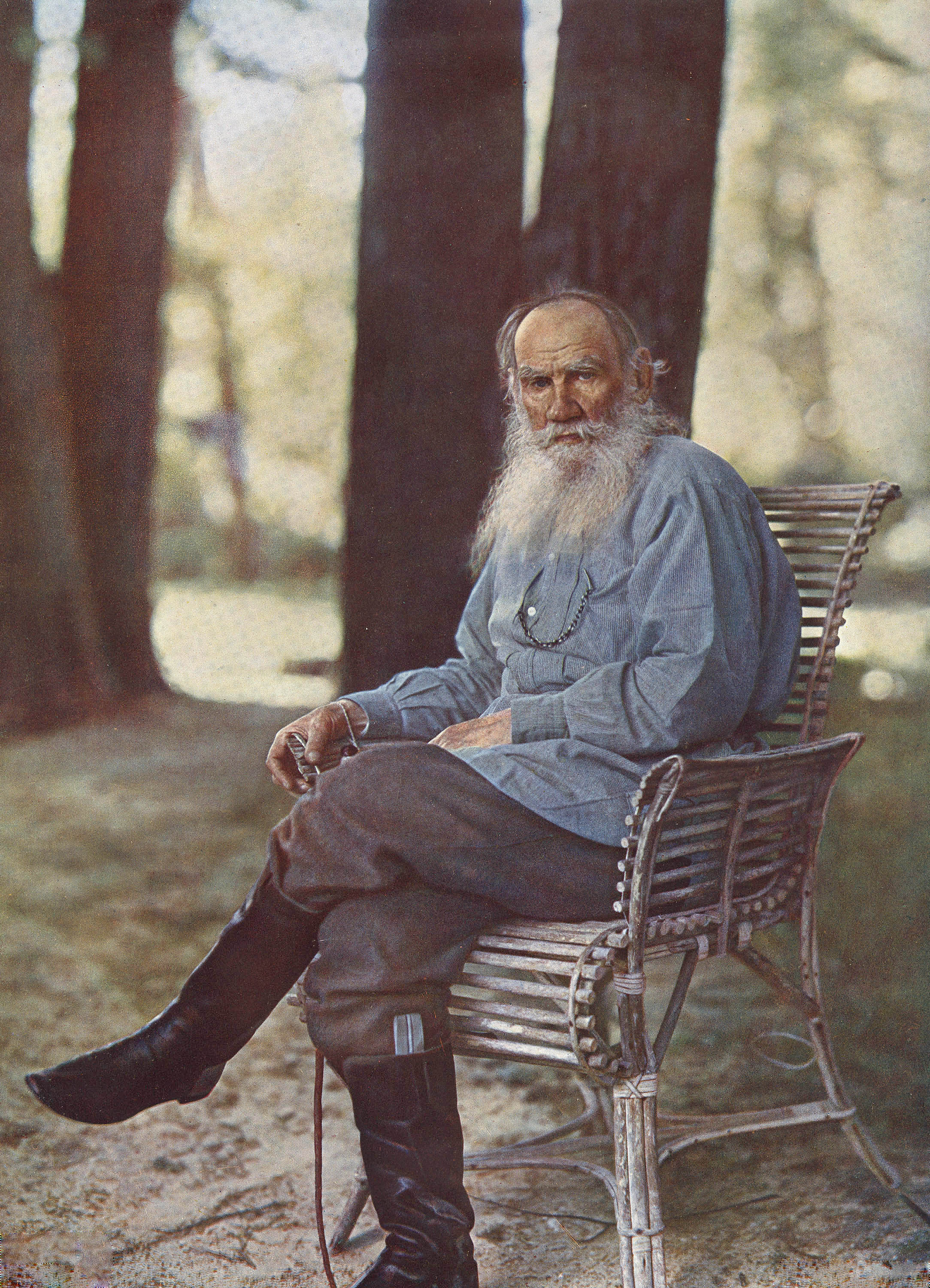
Léon Tolstoï.

L'historien Jean Maitron considère l'écrivain russe Léon Tolstoï comme « le principal représentant de l'anarchisme chrétien ». Il est connu pour avoir rédigé des principes anarchistes, auxquels il est venu par sa foi. Dans certains de ses livres, notamment dans Le Salut est en Vous ainsi que dans Le Père Serge, il expose une philosophie assez similaire à celle de Bakounine avec une critique de l'État, du capitalisme, de l'exploitation, ainsi qu'une dénonciation du clergé et de l'Église orthodoxe.
Il exprime aussi son désir d'une société fondée sur des principes non violents. Il tente d'appliquer ses principes à sa vie. Il partage sa vieillesse entre l'agriculture et l'éducation d'autrui de manière totalement autonome de l'État ou de l'économie, ce qui est pour lui le rattachement à une sorte d'idéal.

### Jacques Ellul

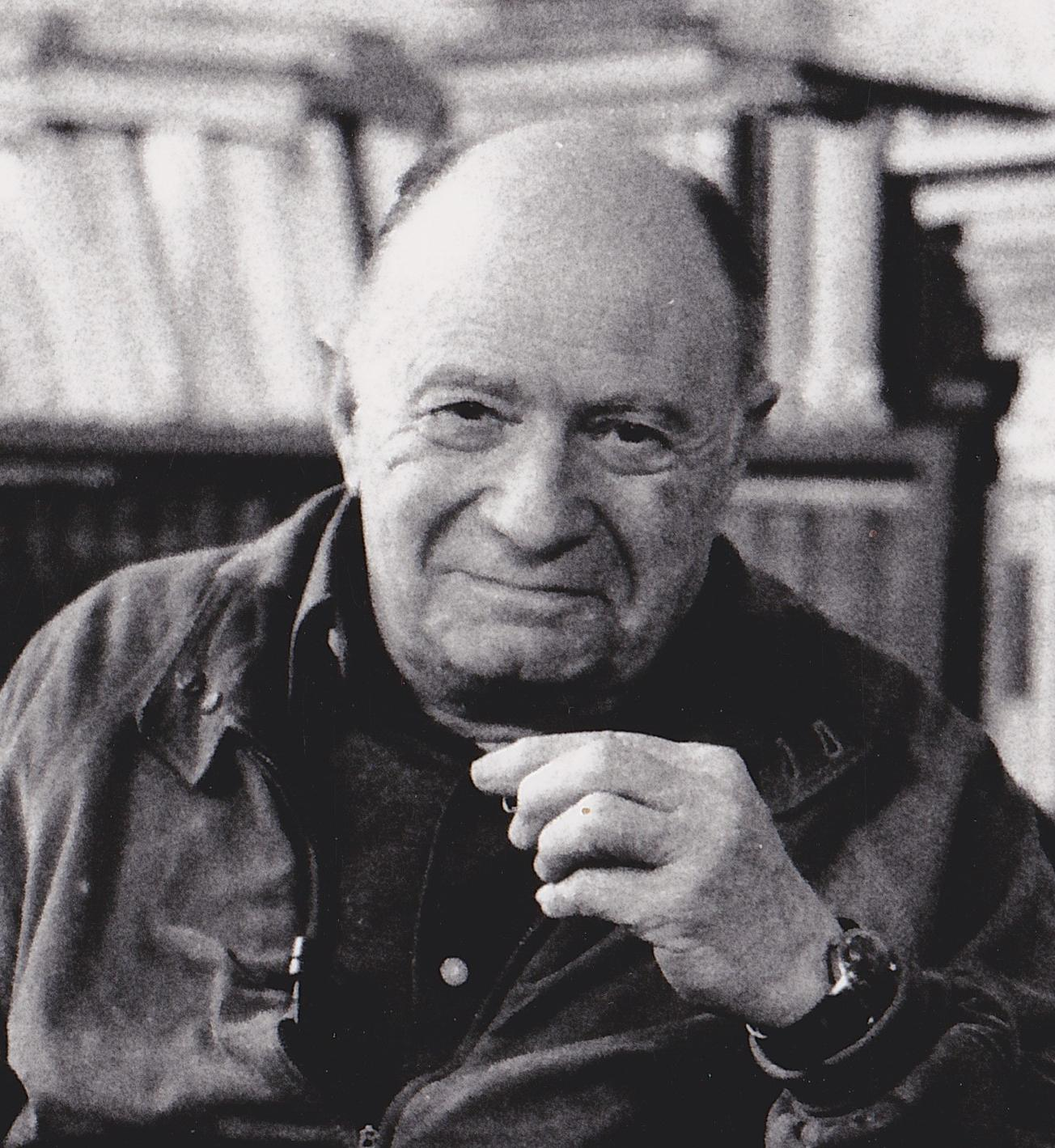
Jacques Ellul

Juriste de formation, Jacques Ellul est un auteur particulièrement fécond, surtout connu pour son analyse critique de la société technicienne, ses cours sur Marx à l'IEP de Bordeaux et ses ouvrages sur la révolution. Converti au protestantisme à l'âge de 18 ans, il se revendique comme très proche de l'anarchisme, et est considéré comme un anarchiste chrétien. Écrit en 1988, Anarchie et christianisme est l'un de ses livres les plus traduits dans le monde. Il y établit des liens entre la pensée chrétienne et la pensée anarchiste, les plus importants étant selon lui un sens prononcé de la liberté et un rejet catégorique de l'État en tant qu'autorité. Quatre ans plus tôt, dans La subversion du christianisme, il considère que le message de l'Évangile a été maintes fois trahi par les chrétiens, principalement au IVe siècle, quand - après Constantin - il a été érigé en religion d'état, puis, à partir de la Renaissance, quand il s'est mis au service des classes dominantes, principalement la bourgeoisie, et a été dévoyé en morale. Ellul ne critique jamais l'Église dans son principe (il n'est pas anticlérical) mais seulement pour ce qu'elle est devenue au fil de l'histoire. Lui-même, en tant que membre actif de l'Église réformée de France, s'est efforcé de la faire évoluer, avant finalement d'y renoncer. Proche de Mounier durant sa jeunesse, il rompt avec lui, considérant qu'il reste trop préoccupé par des questions d'ordre spirituel et ne se montre pas suffisamment critique à l'égard de l'évolution de son temps. Par ailleurs, il critique très sévèrement les positions de Teilhard, qu'il assimile au scientisme.

### Ivan Illich
Ivan Illich (1926-2002) est un penseur du socialisme libertaire, venant d'une famille aristocratique, ayant d'anciens liens avec l'Église catholique, dont les écrits portaient sur la critique de la technologie, de l'utilisation de l'énergie et de l'enseignement obligatoire. En 1961, il fonde le Centre pour la formation interculturelle à Cuernavaca qui devient le fameux Centro Intercultural de Documentación (CIDOC), afin de « contrer » la participation du Vatican dans le « développement moderne » du soi-disant Tiers-Monde. Ce centre fonctionne de 1966 à 1976.
Les livres d'Illich Énergie et équité et La Convivialité (Tools for conviviality) sont considérés comme des classiques pour les écologistes sociaux qui s'intéressent à la technologie appropriée. Son livre Une société sans école reste une référence pour les militants qui cherchent des alternatives à la scolarité obligatoire. Les vues d'Ivan sur Jésus présenté comme un anarchiste sont exposées dans un discours qu'il a prononcé dans une chapelle de Chicago.

### Félix Ortt

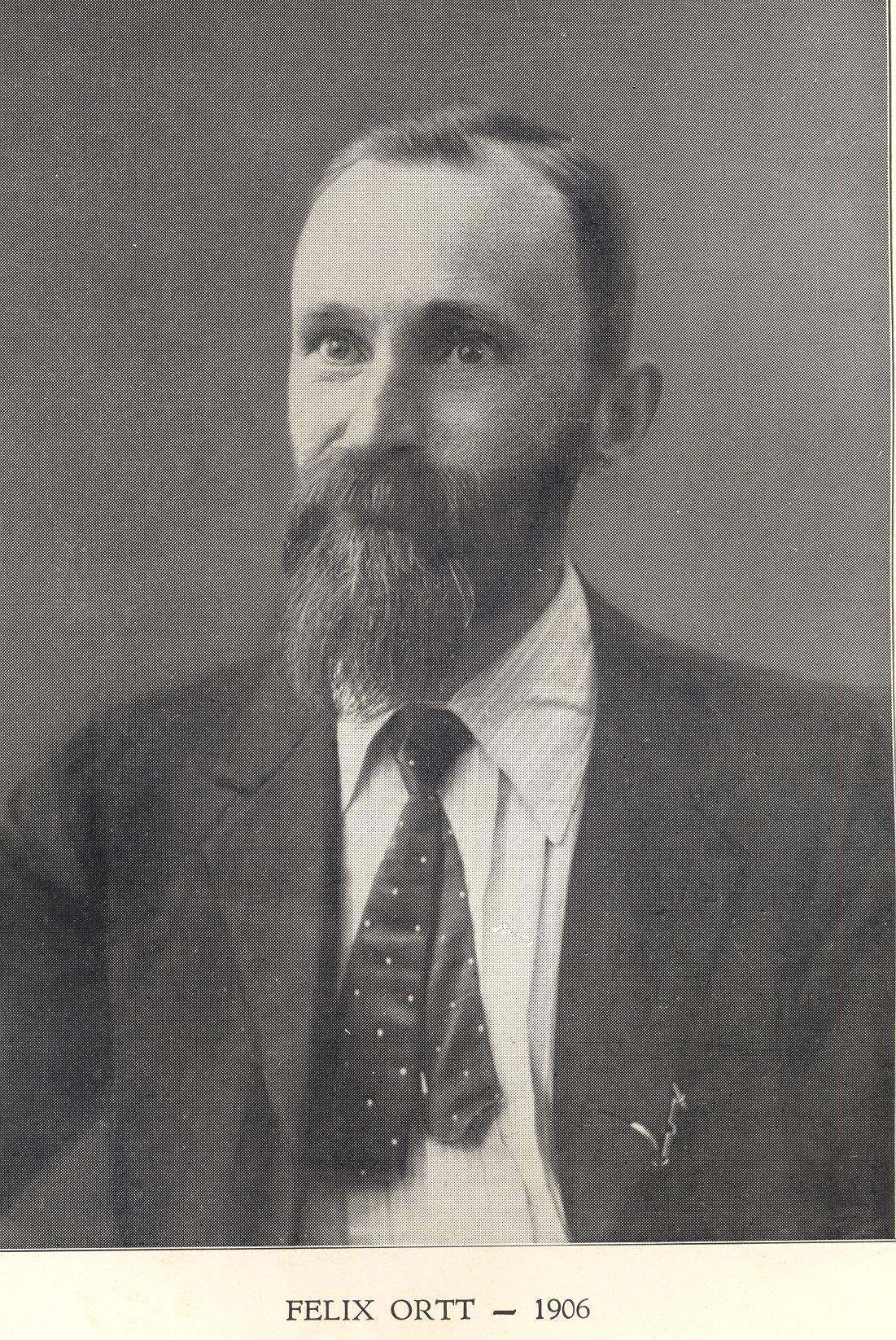
Félix Ortt.

Félix Ortt est un des principaux théoriciens de l'anarchisme chrétien aux Pays-Bas. Il est l'auteur d'un manifeste anarchiste chrétien. E. Armand le cite dans l'Encyclopédie anarchiste à l'entrée consacrée à l'anarchisme chrétien ou christianisme libertaire.

### Jean Van Lierde
Jean Van Lierde est un militant pacifiste et antimilitariste belge, se définissant lui-même comme militant chrétien et en même temps comme libertaire,. Il est considéré comme l'initiateur du statut de l'objection de conscience en Belgique.

## Différents mouvements

### Jesus Freaks
Le mouvement Jesus Freaks appelle à la mise en réseau des différentes « tribus » de « chrétiens alternatifs » et reprend les symboles et une partie du vocabulaire des mouvements anarchiste ou libertaire.

## Critiques diverses
Une critique couramment émises à l’encontre de l’anarchisme chrétien est que l’anarchisme est fondé sur la négation du principe d'autorité dans l'organisation sociale et le refus de toute contrainte découlant des institutions basées sur ce principe,.
La plupart des églises chrétiennes quant à elles ne remettent pas en cause l'ordre établi, s'appuyant sur l'épître de Paul aux Romains qui déclare : "Que toute âme soit soumise aux autorités supérieures ; car il n’y a point d’autorité qui ne vienne de Dieu, et celles qui existent ont été instituées par lui",.
À cela, les anarchistes chrétiens répondent généralement qu'il y a beaucoup d'autres textes bibliques qui invitent à ne pas se soumettre aux autorités établies (en dehors du Christ) et que des types d'anarchistes chrétiens existaient bien avant l'apparition d'un anarchisme athée ,.